# Happy Nation (sång)
"Happy Nation" är en sång inspelad av svenska gruppen Ace of Base.
Den släpptes två gånger i Storbritannien; i oktober 1993 med 42:a plats som högsta placering, och återigen 12 månader senare, då med 40:e plats som topplacering.
"Happy Nation" remixades sedan, den andra i samarbetet mellan Koblo och A.C.E 3.0.

## Låtlistor
CD-singel - Storbritannien
1. "Happy Nation" (radioversion) — 3:32
2. "Happy Nation" (12 inch version) — 6:39
3. "Happy Nation" (albumversion) — 4:11

Maxi-CD
1. "Happy Nation" (gold zone club mix)
2. "Happy Nation" (gold zone 7" edit)
3. "Happy Nation" (gold dub edit)
4. "Happy Nation" (moody gold mix)

7"-singel
1. "Happy Nation" (radioversion) — 3:32
2. "Happy Nation" (albumversion) — 4:11

## Medverkande
- Sång av Linn Berggren, Jonas Berggren och Ulf Ekberg
- Latin-kör av Jonas Berggren
- Bakgrundssång av John Ballard
- Skriven av Jonas Berggren och Ulf Ekberg
- Producerad av Jonas Berggren och Ulf Ekberg
- Inspelad i Tuff Studios

## Listplaceringar och försäljning
| Lista (1994)                             | Topplacering |
| ---------------------------------------- | ------------ |
| Australien (ARIA)                        | 80           |
| Österrike (Ö3 Austria Top 40)            | 6            |
| Frankrike (SNEP)                         | 1            |
| Tyskland (Media Control Charts)          | 7            |
| Nederländerna (Nederlandse Top 40)       | 5            |
| Norge (VG-lista)                         | 6            |
| Nya Zeeland (RIANZ)                      | 22           |
| Sverige (Sverigetopplistan)              | 4            |
| Schweiz (Schweizer Hitparade)            | 23           |
| Storbritannien (Official Charts Company) | 40           |

| Lista (1994)         | Topplacering |
| -------------------- | ------------ |
| Nederländska Top 40  | 63           |
| Franska singellistan | 16           |

## Tolkningar
I sjätte säsongen av TV-programmet Så mycket bättre framförde Niklas Strömstedt en tolkning av "Happy Nation" i svensk version med titeln "Lyckolandet". I programmet förklarar Strömstedt sin tolkning med orden: "Den handlar om att vi lever i samma värld allihop, om att alla människor är lika mycket värda och borde ha samma möjligheter till liv. Det finns så många krafter, inte minst i Sverige just nu, som inte tycker så. Därför ville jag skriva en text som sätter fingret på det". I låttexten nämns Sverigedemokraterna, Avpixlat, Nordisk Ungdom, Exponerat, Fria Tider, Nordfront och Svenska motståndsrörelsen; vilka Strömstedt beskriver som "järnrörsligan med trollsvans".

### Fotnoter
1. 1 2  UK Singles Chart Chartstats.com (Läst 10 april 2008)
2. 1 2 3 4 5 6  "Happy Nation", på diverse singellistorLescharts.com (Läst 10 april 2008)
3. ↑  ”Ace of Base singles, German Singles Chart” (på German). musicline. Arkiverad från originalet den 17 mars 2008. https://web.archive.org/web/20080317064349/http://www.musicline.de/de/chartverfolgung_summary/artist/Ace+Of+Base/single. Läst 17 april 2010.
4. 1 2  ”Single top 100 over 1993” (på Dutch) (pdf). Top40. http://www.top40.nl/pdf/Top%20100/top%20100%20-%201993.pdf. Läst 15 april 2010.
5. ↑   Franska singellistan 1994 Disqueenfrance.com Arkiverad 20 augusti 2011 hämtat från the Wayback Machine. (Retrieved January 30, 2009)
6. ↑  ”Politisk Strömstedt i "Så mycket bättre"”, TT Nyhetsbyrån/Barometern, 6 november 2015, http://www.barometern.se/tt-feature/politisk-stromstedt-i-sa-mycket-battre/, läst 7 november 2015